# Маммот-Лейкс (Каліфорнія)
Маммот-Лейкс (англ. Mammoth Lakes) — місто (англ. town) в США, в окрузі Моно штату Каліфорнія. Населення — 7191 особа (2020).

## Географія
Маммот-Лейкс розташований за координатами 37°36′31″ пн. ш. 118°58′16″ зх. д. / 37.60861° пн. ш. 118.97111° зх. д. (37.608736, -118.971075).  За даними Бюро перепису населення США в 2010 році місто мало площу 65,54 км², з яких 64,40 км² — суходіл та 1,14 км² — водойми.

### Клімат
| Клімат : Маммот-Лейкс                                                                         | Клімат : Маммот-Лейкс | Клімат : Маммот-Лейкс | Клімат : Маммот-Лейкс | Клімат : Маммот-Лейкс | Клімат : Маммот-Лейкс | Клімат : Маммот-Лейкс | Клімат : Маммот-Лейкс | Клімат : Маммот-Лейкс | Клімат : Маммот-Лейкс | Клімат : Маммот-Лейкс | Клімат : Маммот-Лейкс | Клімат : Маммот-Лейкс | Клімат : Маммот-Лейкс |
| Показник                                                                                      | Січ.                  | Лют.                  | Бер.                  | Квіт.                 | Трав.                 | Черв.                 | Лип.                  | Серп.                 | Вер.                  | Жовт.                 | Лист.                 | Груд.                 | Рік                   |
| Абсолютний максимум, °C                                                                       | 16,1                  | 14,4                  | 18,9                  | 22,8                  | 27,2                  | 30,0                  | 32,8                  | 31,1                  | 27,8                  | 26,7                  | 21,1                  | 17,8                  | 32,8                  |
| Середній максимум, °C                                                                         | 4,5                   | 4,6                   | 6,9                   | 10,2                  | 15,7                  | 20,8                  | 25,4                  | 24,9                  | 20,8                  | 15,2                  | 8,6                   | 5,1                   | 13,6                  |
| Середня температура, °C                                                                       | −2,5                  | −2,3                  | 0,2                   | 3,3                   | 8,2                   | 12,6                  | 16,4                  | 16,0                  | 11,9                  | 6,7                   | 1,3                   | −1,8                  | 5,9                   |
| Середній мінімум, °C                                                                          | −9,6                  | −9,1                  | −6,4                  | −3,6                  | 0,6                   | 4,4                   | 7,4                   | 7,1                   | 3,1                   | −1,8                  | −5,9                  | −8,6                  | −1,8                  |
| Абсолютний мінімум, °C                                                                        | −26,7                 | −21,7                 | −21,1                 | −18,9                 | −10,6                 | −8,3                  | −3,9                  | −1,1                  | −6,1                  | −13,3                 | −22,2                 | −24,4                 | −26,7                 |
| Норма опадів, мм                                                                              | 117                   | 96                    | 61                    | 39                    | 30                    | 14                    | 13                    | 8                     | 9                     | 38                    | 53                    | 105                   | 583                   |
| Днів з опадами                                                                                | 9                     | 9                     | 6                     | 7                     | 5                     | 3                     | 3                     | 2                     | 2                     | 4                     | 5                     | 8                     | 63,0                  |
| --------------------------------------------------------------------------------------------- | --------------------- | --------------------- | --------------------- | --------------------- | --------------------- | --------------------- | --------------------- | --------------------- | --------------------- | --------------------- | --------------------- | --------------------- | --------------------- |
| Джерело: NOAA (temperature normals 1981–2010), WRCC (precipitation, snow Dec. 1993–Sep. 2012) |                       |                       |                       |                       |                       |                       |                       |                       |                       |                       |                       |                       |                       |

## Демографія
Згідно з переписом 2010 року, у місті мешкали 8234 особи в 3229 домогосподарствах у складі 1722 родин. Густота населення становила 126 осіб/км².  Було 9626 помешкань (147/км²).
Расовий склад населення:
| - 80,7 % — білих - 1,6 % — азіатів - 0,6 % — корінних американців - 0,4 % — чорних або афроамериканців - 0,1 % — вихідців з тихоокеанських островів - 14,0 % — осіб інших рас |

До двох чи більше рас належало 2,8 %. Частка іспаномовних становила 33,7 % від усіх жителів.
За віковим діапазоном населення розподілялося таким чином: 20,9 % — особи молодші 18 років, 72,6 % — особи у віці 18—64 років, 6,5 % — особи у віці 65 років та старші. Медіана віку мешканця становила 32,6 року. На 100 осіб жіночої статі у місті припадало 121,4 чоловіків;  на 100 жінок у віці від 18 років та старших — 127,0 чоловіків також старших 18 років.
Середній дохід на одне домашнє господарство  становив 70 429 доларів США (медіана — 55 799), а середній дохід на одну сім'ю — 85 600 доларів (медіана — 72 712). Медіана доходів становила 37 238 доларів для чоловіків та 44 786 доларів для жінок. За межею бідності перебувало 3,8 % осіб, у тому числі 3,7 % дітей у віці до 18 років та 0,0 % осіб у віці 65 років та старших.
Цивільне працевлаштоване населення становило 4468 осіб. Основні галузі зайнятості: мистецтво, розваги та відпочинок — 34,9 %, освіта, охорона здоров'я та соціальна допомога — 19,6 %, фінанси, страхування та нерухомість — 13,1 %.